# همایش آموزشی رامسر
کنفرانس آموزشی رامسر در امرداد ماه ۱۳۴۷ خورشیدی نخستین بار در زیر نظر مستقیم محمد رضا پهلوی برگزار شد. کنفرانس آموزشی رامسر برای پیشبرد اصل دوازدهم انقلاب سفید، انقلاب اداری و آموزشی است که این اصل بر پایه گسترش کمیت آموزش با تغییرات بنیادی در کیفیت آموزش اداری و آموزشی پایه‌ریزی شد.
دوازده اصل منشور کنفرانس آموزشی رامسر با توجه به نیازهای اقتصادی و اجتماعی کشور برنامه‌ریزی شد. بر اساس این منشور تأمین نیروی انسانی با دانش و متخصص در رشته‌های گوناگون صنعت فرهنگ و غیره می‌باید با بن مایه‌های ایرانی و ارزش‌های ایرانی پرورش یابند. انقلاب آموزشی بر اساس گسترش کامل سواد و تخصص در ایران پایه‌گذاری و برنامه‌ریزی شد. در درازای انقلاب سفید شمار رشته‌های تحصیلی از هفتاد و پنج رشته (۷۵) به پانصد و پنجاه و دو رشته (۵۵۲) افزایش یافت. در سال ۱۳۵۵ بیست و دو درصد کل جمعیت کشور زیر پوشش سطح‌های گوناگون آموزش قرار گرفتند.
برای تند کردن آهنگ سواد و پیشه آموزی در پیشبرد سیستم آموزشی کشور رهنمودهای تازه‌ای پایه‌گذاری شد:
- - آموزش‌های غیررسمی و بیرون از سیستم آموزشی چون آموزش‌های کوتاه مدت و حرفه‌ای وابسته به سازمانهای دولتی و غیردولتی
- - واگذاری مسولیت‌های اداری و اجرایی به استان‌ها و شهرستان‌ها و کوشش در مشارکت هر چه بیشتر آموزگاران و مردم در اداره سیستم آموزش و پرورش
- - طرح آموزش متوسطه نظری و فنی و حرفه‌ای با شور و خلاقیت و انعطاف بیشتر برای پیشبرد پیشه‌وری و جذب به رشته‌های فنی و حرفه‌ای
- - استفاده از تکنولوژی آموزشی مناسب برای کشور در چاره جویی برای دشواری‌های آموزشی
- - در مورد بالا بردن کیفیت آموزش نیز رکن‌های زیر در برنامه‌ریزی‌ها استفاده شد:
- - ایجاد امکانات بیشتر برای تحصیل در داخل کشور
- - پیوند دادن بخش آموزش عالی با همه بخش‌های اقتصادی و اجتماعی با توجه به نیازهای گسترش کشور
- - بالا بردن کیفیت آموزشی و ایجاد سیستم ارزیابی آن
- - آموزش پیوسته اعضای هیئت علمی دانشگاه‌ها و سازمان‌های آموزش عالی
- - لزوم درآمیختن آموزش و پژوهش در سطح دانشگاه‌ها
- - جهت‌گیری تخصصی دانشگاه‌ها بر اساس امکانات هر دانشگاه
- - بالابردن ارزش آموزش چند جانبی و آموزش بین رشته‌ای و ایجاد گروه‌های آموزشی در دانشگاه‌ها
- - گسترش آموزش بازمانده‌های (میراث) فرهنگی و علمی کشور و تکیه ویژه بر آموزش زبان فارسی

چهار اصل از اصول انقلاب سفید، یعنی اصل ششم  سپاه دانش ، اصل دوازدهم انقلاب اداری و آموزشی و اصل پانزدهم آموزش رایگان و اجباری در هشت سال نخستین تحصیل و اصل شانزدهم تغذیه رایگان برای کودکان خردسال در مدرسه‌ها و تغذیه رایگان شیرخوارگان تا دو سالگی با مادران دست در دست همه جنبه‌های آموزش و پرورش کشور را زیر نظر دارند.